# Ruth Ettlinger
Ruth Vilhelmina Ettlinger, född 10 december 1920 i Stockholm, död 10 maj 2009, var en svensk psykiater. 

## Biografi
Ruth Vilhemina Ettlinger föddes i Stockholm och var barn till Jacob Ettlinger och Jeanette Philip. Hennes far Jacob Ettlinger var tysk och hade flyttat till Sverige 1915. Ruth Ettlinger hade två syskon, Camilla och Joseph. Hon växte upp i en borgerlig, judisk familj. Hennes mor var med och grundade Judiska Kvinnoklubben 1931.
Efter studentexamen 1939 blev Ettlinger medicine kandidat 1943, medicine licentiat 1947 och medicine doktor vid Göteborgs universitet 1975 på avhandlingen Evaluation of Suicide Prevention After Attempted Suicide. 
Ettlinger var vikarierande extra läkare vid Sabbatsbergs vård- och ålderdomshem 1947–1948, tillförordnad förste respektive andre underläkare vid rättspsykiatriska avdelningen på Långholmens centralfängelse 1948–1949, andre underläkare vid psykiatriska avdelningen på Södersjukhuset 1949–1952, förste underläkare och extra läkare 1953–1955, förste underläkare vid psykiatriska avdelningen på Södersjukhuset från 1955 samt överläkare vid Rålambshovs sjukhus 1972–1986. 
Ettlinger var främst känd för sin forskning om självmord. Hon var med och startade den internationella organisationen för självmordsprevention International Association for Suicide Prevention (IASP) 1960. Hon var ledamot eller suppleant i Stockholms barnavårdsnämnd 1947–1950 och nämndeman i Stockholm 1948–1953. Som student hade hon varit aktiv i Clarté, och senare även Vänsterpartiet Kommunisterna samt medlem i Socialistiska Läkare.
1995 skänkte Ruth Ettlinger stora delar av sin boksamling till Nationellt centrum för suicidforskning och prevention (NASP), som i sin tur inrättat ett bibliotek i hennes namn. Hennes personarkiv finns på Arbetarrörelsens arkiv och bibliotek i Huddinge.